# Vektormező

Vektormező ábrázolása. Az egyes pontokhoz hozzárendelt értékeket nyilak szemléltetik

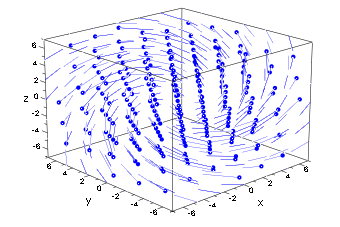
A (-y,z,x) háromdimenziós vektormező

A vektoranalízisben és a differenciálgeometriában a vektormező egy olyan függvény, ami egy tér vagy egy térrész pontjaihoz vektort rendel. A fizikában a mezőelméletben fontosak, például egy áramló folyadék részecskéinek sebességét, vagy egy erőtér pontjaiban az adott pontban fellépő erő nagyságát és irányát adja meg, például a mágneses vagy a gravitációs mezőben. Euklideszi téren és sokaságokon is értelmezhető.

## Az euklideszi téren
Az {\displaystyle \Omega \subset \mathbb {R} ^{n}} halmazon értelmezett {\displaystyle v} vektormező egy olyan leképezés, ami minden {\displaystyle x\in \Omega } ponthoz egy {\displaystyle v(x)\in \mathbb {R} ^{n}} vektort rendel, vagyis {\displaystyle v\colon \Omega \rightarrow \mathbb {R} ^{n}}. Ha {\displaystyle v} k-szor differenciálható, akkor a vektormező {\displaystyle C^{k}}-vektormező.
A vektormezőket szemléltető ábrákon néhány {\displaystyle x\in \Omega } pontban nyíllal jelölik a vektormező értékét, amely nyíl nagysága és iránya megegyezik a vektormező által az adott pontban felvett vektorral.

### Példák
- Középpontos vektormezők: Legyen {\displaystyle I} intervallum, ami tartalmazza a nullát, és {\displaystyle K(I)=\{x\in \mathbb {R} ^{n}:\|x\|\in I\}\subset \mathbb {R} ^{n}} gömbhéj. A középpontos vektormező így definiálható a gömbhéjon:

{\displaystyle v(x)=a(\|x\|)\cdot x} ha {\displaystyle a:I\rightarrow \mathbb {R} }.
- Az {\displaystyle \mathbb {R} ^{3}\backslash \{0\}} téren a {\displaystyle v(x)=-{\frac {x}{\|x\|^{3}}}} gravitációs mező középpontos vektormező.
- További példákat képez a rotáció, mint differenciáloperátor. Ezek az úgynevezett örvénymezők. Ezeknek a mezőknek van egy {\displaystyle \mathbf {A} } vektorpotenciáljuk, ahol is {\displaystyle \mathbf {v} (\mathbf {r} )=\mathbf {rot\,\,} \mathbf {A} }. Erre példák a fürdőkádban a lefolyónál kialakuló örvények, vagy az áramjárta vezető környezetében kialakuló mágneses tér.
- Gradiensmező, egy skalármező gradiense. Ha  {\displaystyle f\colon \Omega \rightarrow \mathbb {R} } a skalármező, akkor gradiense

{\displaystyle x\mapsto \operatorname {grad} f(x)=\left({\frac {\partial f}{\partial x_{1}}}(x),\ldots ,{\frac {\partial f}{\partial x_{n}}}(x)\right)}.
a nabla operátorral:
{\displaystyle \operatorname {grad} f=\nabla f.}
Ha a vektormező gradiensmező, akkor van skalárpotenciálja. A {\displaystyle \operatorname {grad} f\colon \Omega \rightarrow \mathbb {R} ^{n}} vektormező skalárpotenciálja {\displaystyle f\colon \Omega \rightarrow \mathbb {R} } . Ekkor a vektormező potenciálos. Gradiensmező a pontforrásból kifelé folyó áramlás, és a ponttöltés körüli elektromos mező.

### Felbontási tétel
Egy kétszer folytonosan differenciálható {\displaystyle \mathbf {v} (\mathbf {r} )} {\displaystyle \mathbb {R} ^{3}} vektormező forrásmentes, illetve örvénymentes, ha divergenciája illetve rotációja azonosan nulla. Ha még azt is kikötjük, hogy a {\displaystyle \mathbf {v} } vektormező elég gyorsan tart a nullához a végtelenben, akkor teljesül a felbontási tétel: Minden {\displaystyle \mathbf {v} (\mathbf {r} )} vektormezőt egyértelműen meghatároznak a forrásai és az örvényei, és felbontható forrás- és örvénymentes vektormezők összegére: 
{\displaystyle \mathbf {v} (\mathbf {r} )\equiv \mathbf {-grad_{\mathbf {r} }\,\,} \int _{\mathbb {R} ^{3}\,}\,d^{3}\mathbf {r} '\,{\frac {\mathrm {{div'}\,\,} \mathbf {v} (\mathbf {r} ')}{4\pi |\mathbf {r} -\mathbf {r} '|}}+\mathbf {rot_{\mathbf {r} }\,\,} \int _{\mathbb {R} ^{3}\,}\,d^{3}\mathbf {r} '\,\,{\frac {{\mathbf {rot'\,\,} }\mathbf {v} (\mathbf {r} ')}{4\pi |\mathbf {r} -\mathbf {r} '|}}\,.}
Ez megfelel a statikus elektromágneses mező elektromos, illetve mágneses mezőre való felbontásának, ahol is a forrásmentes rész a mágneses, és az örvénymentes rész az elektromos mező. Az is teljesül még, hogy éppen a gradiensmezők örvénymentesek, és éppen az örvénymezők forrásmentesek. Itt {\displaystyle \mathbf {grad\,\,} \phi (\mathbf {r} ):=\nabla \phi \,,}   {\displaystyle \mathrm {div\,\,} \mathbf {v} :=\nabla \cdot \mathbf {v} } és {\displaystyle \mathbf {rot\,\,} \mathbf {v} :=\nabla \times \mathbf {v} } az ismert, nabla operátorral kifejezhető differenciáloperátorok.

## Sokaságokon
Jelöljön {\displaystyle M} differenciálható sokaságot. Ekkor a rajta értelmezett vektormezők a {\displaystyle TM} érintőnyaláb sima szelései.
Pontosabban, ha a {\displaystyle v} vektormező {\displaystyle C^{k}}-leképezés, akkor {\displaystyle v:M\to TM} ahol {\displaystyle \pi \circ v=\operatorname {id} _{M}}.  Minden  {\displaystyle x\in M} -hez egy {\displaystyle v(x)\in T_{x}M} vektort rendel. A {\displaystyle \pi } leképezés a {\displaystyle \pi :TM\rightarrow M} természetes vetülete, ahol {\displaystyle (p,v)\mapsto p}.
Ez a definíció az euklideszi vektortérbeli vektormezőt általánosítja. Ugyanis {\displaystyle \mathbb {R} ^{n}\cong T_{p}\mathbb {R} ^{n}} és {\displaystyle T\mathbb {R} ^{n}\cong \mathbb {R} ^{n}\times \mathbb {R} ^{n}}.
A vektormezőktől eltérően a skalármezők a sokaság minden pontjához egy skalárt rendelnek.

## Alkalmazások
A vektor- és az erőtereket a fizikán és a kémián kívül még a technika különböző területein is alkalmazzák: a geodéziában, az elektrotechnikában, a mechanikában, az atomfizikában és az alkalmazott geofizikában.